# Forge d'Aube
La forge d'Aube sur la commune d'Aube dans le département de l'Orne est aujourd'hui le seul établissement métallurgique ayant conservé l'ensemble de son outillage : foyers d'affinerie, foyer de chaufferie, et marteau hydraulique pourvu de sa roue. À côté des logements ouvriers et des ateliers annexes, le bâtiment de l'affinerie donne un frappant témoignage du lieu où s'exerça pendant plus de trois siècles le travail du fer.
La forge avec ses fours et son système hydraulique est classée au titre des monuments historiques par arrêté du 21 septembre 1982.

## Histoire
Il est probable qu'une forge de procédé indirect fut créée au cours de la première moitié du XVIe siècle. Un acte de 1594 fait état de la grosse forge et fourneau d'Aube. Elle était dotée en 1635 d'une fenderie qui comprenait en 1798, maison du fendeur, halle à charbon, cave, fournil et jardin. La fenderie fut remplacée en 1850 par une tréfilerie qui fonctionna jusqu'en 1909.
La forge acquise vers 1850 par Pierre-Jean-Félix Mouchel cessa désormais de produire du fer pour se consacrer au martelage du cuivre qui se poursuivit jusqu'en 1939.